# Guerche-sur-l'Aubois
Guerche-sur-l'Aubois é uma comuna francesa na região administrativa do Centro, no departamento Cher. Estende-se por uma área de 52,77 km². Em 2010 a comuna tinha 3 260 habitantes (densidade: 61,8 hab./km²).